# Stacja pomp Nowe Bielany w Toruniu
Stacja pomp Nowe Bielany w Toruniu – XX-wieczna stacja wodociągowa, znajdująca się przy ul. Karola Olszewskiego 16 na Bielanach w Toruniu. Budowę stacji rozpoczęto w 1916, jej otwarcie nastąpiło we wrześniu 1917. W 2022 roku planowano otworzyć w stacji pomp Kopernikański Ośrodek Integracji UMK. Miał on rozpocząć działalność rok później, z okazji 550 urodzin Mikołaja Kopernika.